# Lubow Iluszeczkina
Lubow Iwanowna Iluszeczkina, ros. Любовь Ивановна Илюшечкина (ur. 5 listopada 1991 w Moskwie) – rosyjska łyżwiarka figurowa reprezentująca Kanadę, startująca w parach sportowych. Uczestniczka mistrzostw świata, brązowa medalistka mistrzostw czterech kontynentów (2017), mistrzyni świata juniorów (2009), zwyciężczyni finału Junior Grand Prix (2008), medalistka zawodów z cyklu Grand Prix oraz medalistka mistrzostw Kanady.

## Osiągnięcia

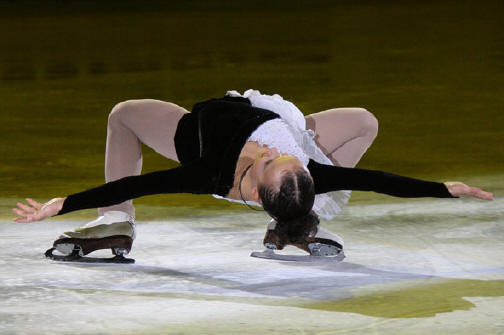
Iluszeczkina podczas wykonywania cantileveru na gali JGP 2008

### Z Charlie Bilodeau (Kanada)
| Zawody                           | 19–20          |                |                |                |                |                |                |                |                |                |                |                |                |                |                |                |                |
| Międzynarodowe                   | Międzynarodowe | Międzynarodowe | Międzynarodowe | Międzynarodowe | Międzynarodowe | Międzynarodowe | Międzynarodowe | Międzynarodowe | Międzynarodowe | Międzynarodowe | Międzynarodowe | Międzynarodowe | Międzynarodowe | Międzynarodowe | Międzynarodowe | Międzynarodowe | Międzynarodowe |
| -------------------------------- | -------------- | -------------- | -------------- | -------------- | -------------- | -------------- | -------------- | -------------- | -------------- | -------------- | -------------- | -------------- | -------------- | -------------- | -------------- | -------------- | -------------- |
| Mistrzostwa czterech kontynentów | 7              |                |                |                |                |                |                |                |                |                |                |                |                |                |                |                |                |
| GP Cup of China                  | 3              |                |                |                |                |                |                |                |                |                |                |                |                |                |                |                |                |
| GP Skate Canada International    | 5              |                |                |                |                |                |                |                |                |                |                |                |                |                |                |                |                |
| CS Finlandia Trophy              | 3              |                |                |                |                |                |                |                |                |                |                |                |                |                |                |                |                |
| Krajowe                          |                |                |                |                |                |                |                |                |                |                |                |                |                |                |                |                |                |
| Mistrzostwa Kanady               | 3              |                |                |                |                |                |                |                |                |                |                |                |                |                |                |                |                |

### Z Dylanem Moscovitchem (Kanada)
| Zawody                           | 14–15          | 15–16          | 16–17          | 17–18          |                |                |                |                |                |                |                |                |                |                |                |                |                |
| Międzynarodowe                   | Międzynarodowe | Międzynarodowe | Międzynarodowe | Międzynarodowe | Międzynarodowe | Międzynarodowe | Międzynarodowe | Międzynarodowe | Międzynarodowe | Międzynarodowe | Międzynarodowe | Międzynarodowe | Międzynarodowe | Międzynarodowe | Międzynarodowe | Międzynarodowe | Międzynarodowe |
| -------------------------------- | -------------- | -------------- | -------------- | -------------- | -------------- | -------------- | -------------- | -------------- | -------------- | -------------- | -------------- | -------------- | -------------- | -------------- | -------------- | -------------- | -------------- |
| Mistrzostwa świata               | 13             | 7              | 6              |                |                |                |                |                |                |                |                |                |                |                |                |                |                |
| Mistrzostwa czterech kontynentów | 6              | 5              | 3              | 4              |                |                |                |                |                |                |                |                |                |                |                |                |                |
| GP Cup of China                  |                | 7              | 3              |                |                |                |                |                |                |                |                |                |                |                |                |                |                |
| GP NHK Trophy                    |                | 5              |                |                |                |                |                |                |                |                |                |                |                |                |                |                |                |
| GP Skate Canada International    |                |                | 3              | 6              |                |                |                |                |                |                |                |                |                |                |                |                |                |
| GP Trophée Eric Bompard          |                |                |                | 4              |                |                |                |                |                |                |                |                |                |                |                |                |                |
| CS Finlandia Trophy              |                |                |                | 4              |                |                |                |                |                |                |                |                |                |                |                |                |                |
| CS Memoriał Ondreja Nepeli       | 4              |                |                |                |                |                |                |                |                |                |                |                |                |                |                |                |                |
| CS Nebelhorn Trophy              |                |                | 2              |                |                |                |                |                |                |                |                |                |                |                |                |                |                |
| CS Warsaw Cup                    | 1              |                |                |                |                |                |                |                |                |                |                |                |                |                |                |                |                |
| Krajowe                          |                |                |                |                |                |                |                |                |                |                |                |                |                |                |                |                |                |
| Mistrzostwa Kanady               | 2              | 3              | 2              | 4              |                |                |                |                |                |                |                |                |                |                |                |                |                |
| SC Challenge                     | 1              |                |                |                |                |                |                |                |                |                |                |                |                |                |                |                |                |

### Z Nodari Maisuradzie (Rosja)

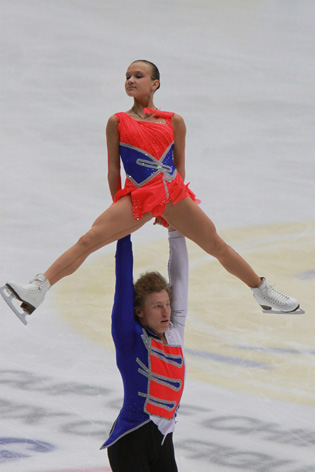
Iluszeczkina i Maisuradzie na zawodach Cup of China 2009

| Zawody                                | 07–08          | 08–09          | 09–10          | 10–11          | 11–12          |                |                |                |                |                |                |                |                |                |                |                |                |
| Międzynarodowe                        | Międzynarodowe | Międzynarodowe | Międzynarodowe | Międzynarodowe | Międzynarodowe | Międzynarodowe | Międzynarodowe | Międzynarodowe | Międzynarodowe | Międzynarodowe | Międzynarodowe | Międzynarodowe | Międzynarodowe | Międzynarodowe | Międzynarodowe | Międzynarodowe | Międzynarodowe |
| ------------------------------------- | -------------- | -------------- | -------------- | -------------- | -------------- | -------------- | -------------- | -------------- | -------------- | -------------- | -------------- | -------------- | -------------- | -------------- | -------------- | -------------- | -------------- |
| Mistrzostwa Europy                    |                | 5              |                |                |                |                |                |                |                |                |                |                |                |                |                |                |                |
| GP Finał Grand Prix                   |                |                |                | 4              |                |                |                |                |                |                |                |                |                |                |                |                |                |
| GP Cup of China                       |                |                | 5              | 4              |                |                |                |                |                |                |                |                |                |                |                |                |                |
| GP NHK Trophy                         |                |                |                |                | 6              |                |                |                |                |                |                |                |                |                |                |                |                |
| GP Cup of Russia                      |                | 4              |                |                |                |                |                |                |                |                |                |                |                |                |                |                |                |
| GP Skate Canada International         |                |                |                | 1              | 5              |                |                |                |                |                |                |                |                |                |                |                |                |
| Golden Spin Zagrzeb                   |                |                | 1              |                |                |                |                |                |                |                |                |                |                |                |                |                |                |
| Memoriał Ondreja Nepeli               |                |                |                |                | 3              |                |                |                |                |                |                |                |                |                |                |                |                |
| Zimowa Uniwersjada                    |                |                |                | 1              |                |                |                |                |                |                |                |                |                |                |                |                |                |
| Międzynarodowe: Kategorie młodzieżowe |                |                |                |                |                |                |                |                |                |                |                |                |                |                |                |                |                |
| Mistrzostwa świata juniorów           | 2              | 1              |                |                |                |                |                |                |                |                |                |                |                |                |                |                |                |
| JGP Finał                             |                | 1              |                |                |                |                |                |                |                |                |                |                |                |                |                |                |                |
| JGP na Białorusi                      |                | 1              |                |                |                |                |                |                |                |                |                |                |                |                |                |                |                |
| JGP w Czechach                        |                | 1              |                |                |                |                |                |                |                |                |                |                |                |                |                |                |                |
| Krajowe                               |                |                |                |                |                |                |                |                |                |                |                |                |                |                |                |                |                |
| Mistrzostwa Rosji                     | 4              | 3              | 4              | 5              | 6              |                |                |                |                |                |                |                |                |                |                |                |                |
| Mistrzostwa Rosji juniorów            | 2              |                |                |                |                |                |                |                |                |                |                |                |                |                |                |                |                |